# Ruta Provincial 7 (Catamarca)
La Ruta Provincial 7 es una ruta pavimentada, ubicada al sudeste de la Provincia de Catamarca, Argentina.
La ruta comienza en la localidad de Esquiú en su intersección con la ruta provincial 20. Desde ahí se dirige al norte, pasando por la localidad de Baviano y Anjuli. Finalmente  luego de un corto tramo finaliza uniéndose con la ruta provincial 11 que bordea el Río Albigasta.
En su recorrido conecta las localidades de Esquiú, El Bañado, Ramblones, El Aybal, Icaño, Baviano y Anjuli.
Atraviesa los parajes de Portillo Grande, Portillo Chico, El Moreno, Chacra del Mistol, La Quinta, Caballa, Río Chico.
En su recorrido de une con las rutas provinciales RP 111, RP 26, RP 2 y RP 11. Además del ingreso al Dique de Motegasta.

## Historia
En la época colonial el sector por el cual está diagramada la ruta formaba parte del camino que conectaba La Rioja con Santiago del Estero, el cual rodeaba las Sierras de Ancasti hasta el paraje de Choya Viejo y desde ahí a Santiago. 
Su importancia decayó cuando a fines del siglo XIX la llegada del ferrocarril hizo que los habitantes de la zona, más precisamente de Ramblones se movieran hacia la ciudad de Recreo y con la posterior construcción de la Ruta Nacional 157.
- Datos: Q125808034